# Хронология покорения Джомолунгмы
В данной статье приведена хронология известных восхождений и попыток восхождения на вершину высочайшей горы Земли, Джомолунгмы (8848 м над уровнем моря).

## Предыстория. Открытие и измерение высоты Джомолунгмы
Джомолунгма была открыта европейскими исследователями ещё в XIX веке в ходе проводимого Британской империей Великого тригонометрического исследования, и первоначально получила рабочее название «Пик XV» (англ. Peak XV). В 1852 году участник этого геодезического исследования, индийский математик Радханат Сикдар по данным измерений впервые рассчитал высоту вершины этой горы над уровнем моря и предположил, что она является высочайшей в регионе, а возможно, и в мире. При этом геодезические измерения велись с помощью теодолитов, расположенных на соседних горах; на склоны самой Джомолунгмы те исследователи ещё не ступили.

## Общая хронология

### 1921 год: первая разведывательная экспедиция
Первая в истории британская экспедиция была организована и профинансирована тогда ещё недавно созданным «Комитетом Джомолунгмы». Всей экспедицией руководил полковник Чарльз Говард-Бьюри (англ. Charles Howard-Bury), непосредственно восхождением — ведущий альпинист Гарольд Реборн (англ. Harold Raeburn). В экспедиции участвовали Джордж Мэллори, Гай Буллок (Guy Bullock) и Эдвард Оливер Уилер (англ. Edward Oliver Wheeler). Главной задачей этой экспедиции была рекогносцировка и картографирование Джомолунгмы с целью поиска подходящего маршрута восхождения с северной стороны горы. Из-за болезни Г. Реборна, Дж. Мэллори был вынужден взять на себя ответственность за большую часть исследований, проводившихся к северу и к востоку от Джомолунгмы. Он написал своей жене: «Мы почти что вышли за пределы карты…». После пяти месяцев тяжёлого горного похода вокруг подножия горы, Э. Уилер исследовал ранее неизвестный ледник — Восточный Ронгбук и нашёл на нём проход к Северному Седлу. 23 сентября 1921 г. Джордж Мэллори стал первым человеком, ступившим на Джомолунгму. Он, а также Буллок и Уилер достигли Северного Седла на высоте 7200 м над уровнем моря, но потом были вынуждены возвращаться из-за сильного ветра. На опытный взгляд Джорджа Мэллори, маршрут восхождения, проходящий по Северному Седлу до точки пересечения с Северо-Восточным Гребнем, и далее по гребню до вершины — был хоть и длинным, но вполне преодолимым для партии восходителей со свежими силами.

### 1922 год: первая попытка восхождения
В 1922 году на Джомолунгму отправилась вторая британская экспедиция, под руководством генерала Чарльза Гранвиля Брюса и ведущего альпиниста, подполковника Эдварда Лизла Стратта (англ. Edward Lisle Strutt), в составе которой тоже был Джордж Мэллори, вернувшийся сюда, чтобы предпринять полномасштабную попытку восхождения на вершину. 22 мая они взошли на Северный Гребень и достигли высоты 8170 м перед тем, как начали спуск. Они стали первыми в мире альпинистами, поднявшимися выше 8000 метров над уровнем моря. На следующий день Джордж Финч (англ. George Finch (chemist)) и Джеффри Брюс (Geoffrey Bruce), впервые в истории альпинизма использовали кислородные приборы и поднялись по Северному Хребту и Северной Стене ещё выше — до отметки 8320 м. До вершины Джомолунгмы они не дошли, но поднялись выше вершин 9 из 14 восьмитысячников Земли. Поднимаясь от Северного Седла до самого высотного лагеря той экспедиции, они установили рекорд скорости подъёма: 270 метров высоты в час. В том высотном штурмовом лагере они ночевали — впервые на такой высоте и с использованием кислородных приборов.
Экспедиция 1922 года принесла не только достижения, но и потери. 7 июня Джордж Мэллори предпринял третью попытку восхождения. Но на крутых стенах Северного Седла группа восхождения попала под лавину. Сам Мэллори выжил, но семеро шерпов погибли. Они стали первыми альпинистами, погибшими на Джомолунгме, о смерти которых сообщалось.

### 1924 год: Мэллори и Ирвин
Третья британская экспедиция на Джомолунгму, снова возглавляемая Чарльзом Брюсом, также встретилась с серьёзными проблемами из-за вспышки малярии, выведшей из строя лидеров. Руководство экспедицией перешло к подполковнику Эдварду Феликсу Нортону, а Джордж Мэллори стал ведущим альпинистом. Из состава предыдущих экспедиций остались Брюс, Говард Сомервелл (англ. Howard Somervell) и Джон Ноэль (John Noel). Новичками были Ноэль Оделл (англ. Noel Odell) и Эндрю Ирвин.
2 июня Мэллори и Брюс вышли с Северного седла (Лагерь IV данной экспедиции), чтобы осуществить первую попытку восхождения на вершину. Но экстремальный ветер и холод, истощение и отказ носильщиков идти дальше вынудили Мэллори отказаться от восхождения, и на следующий день эта группа вернулась в лагерь на Северном седле.
4 июня установилась благоприятная погода; Нортон и Сомервелл предприняли попытку восхождения без использования кислородных приборов. Сомервелл был вынужден прервать восхождение на высоте около 8525 м из-за болезни горла, а Нортон продолжил подъём в одиночку и достиг высоты 8575 метров над уровнем моря. До вершины Джомолунгмы оставалось всего 275 м по вертикали. Но Нортон был уже совсем изнурён и не смог покорить её. Начав спускаться обратно, он снова встретился с Сомервелом.
8 июня Мэллори и Ирвин покинули их высотный лагерь (лагерь-6, высота 8200 м) и предприняли ещё одну попытку покорения вершины, используя модифицированные Ирвином кислородные приборы. Оделл, идущий в обеспечении ниже, записал в своём дневнике, что на высоте 7925 м он «видел Мэллори и Ирвина на гребне, приближающимися к основанию конечной пирамиды». Оделл тогда посчитал, что в 12:50 они преодолевали очень труднопроходимую Вторую ступень. И это был последний раз, когда Мэллори и Ирвина видели живыми. Дошли ли они до вершины или нет, погибли ли они при подъёме или уже при спуске с высочайшей вершины — до сих пор достоверно не известно… Уже после возвращения в Англию, Оделл под давлением альпинистского истеблишмента поменял своё мнение, и уже через полгода стал говорить двусмысленно о том, на какой ступени он их тогда видел: на Второй или на Первой. Если Мэллори и Ирвин в тот момент (8.06.1924 в 12:50) были ещё на Первой ступени, у них уже не было никаких шансов покорить Джомолунгму. Если уже на Второй — у каждого из них оставалось кислорода примерно на три часа, и примерно столько же времени им оставалось идти до вершины. Возможно (хотя и маловероятно), что Мэллори мог взять оставшийся кислород Ирвина и попытаться достигнуть вершины.
Наиболее вероятный сценарий таков: оба они дошли до Первой ступени около 10:30. Мэллори, видя, насколько ненадёжен траверс до Второй ступени, прошёл его в одиночку. Он понял, в чём основная сложность завершения восхождения, и решил, что это сегодня не для него. Он возвратился, взял с собой Ирвина и они оба решили подниматься на Первую ступень, чтобы осмотреться вокруг и сфотографировать подходы ко Второй ступени. Когда они восходили по этому небольшому выступу, Оделл увидел их снизу и предположил, что раз они поднимаются так долго, то должны уже быть на Второй ступени (он не предположил, что Ирвин и Мэллори могут спускаться и подниматься туда-сюда несколько раз). Но Ирвин и Мэллори, будучи в связке, продолжали спуск с Первой ступени, когда около 14:00 в них попал серьёзный снежный заряд. Мэллори, идущий впереди, поскользнулся на упавшем на него снегу, сорвался и потянул Ирвина за собой. Верёвка обмоталась вокруг талии Мэллори и (возможно) Ирвина, нанеся им серьёзные травмы. Некоторые исследователи считают, что Ирвин смог остаться на ногах, и после этого прошёл по Северо-Восточному гребню ещё 100 ярдов (90 метров) прежде, чем погиб от холода и возможных травм от падения. Другие исследователи полагают, что Мэллори и Ирвин разошлись после падения из-за почти полной белой мглы внутри снежного заряда. Мэллори продолжил спуск в поисках товарища, в то время как Ирвин, тоже раненый, продолжил спускаться по диагонали к Жёлтой кромке…
В 1979 году китайский альпинист Ванг Хонг-бао (Wang Hong-bao) поведал ведущему альпинисту японской экспедиции о том, что в 1975 году, прогуливаясь около своего бивака, он обнаружил «мёртвого англичанина» на высоте около 8100 м, приблизительно в том же месте на Северо-Восточном гребне, где в 1933 году был найден ледоруб Ирвина. Но на следующий после этого разговора день Ванг погиб под лавиной, так и не успев сообщить подробности. В 1999 году Конрад Анкер (англ. Conrad Anker) из «Экспедиции поиска Мэллори и Ирвина» обнаружил тело Мэллори в предполагаемом районе поиска, около старого китайского бивака.
Но и после этого в альпинистском сообществе продолжались споры о том, могли ли Мэллори с Ирвином покорить вершину Джомолунгмы на 29 лет раньше, чем Эдмунд Хиллари и Тенцинг Норгей. Но, несмотря на существование множества теорий, успех того восхождения представляется малореальным.

### 1933 год: первая экспедиция Руттледжа
Следующая известная экспедиция на Джомолунгму состоялась в 1933 году под руководством английского альпиниста Хью Руттледжа (англ. Hugh Ruttledge). Кислородные приборы имелись, но не были использованы из-за предубеждений о том, что для правильно акклиматизированного альпиниста нет значительных преимуществ в их применении. Неблагоприятные погодные условия и заболевания участников экспедиции приводили к задержкам, но штурмовой лагерь эта экспедиция установила выше и ближе к вершине, чем экспедиция 1924 года. Во время первой попытки восхождения альпинисты Лоуренс Вагер (англ. Lawrence Wager) и Перси Вин-Харрис (англ. Percy Wyn-Harris) намеревались дойти до вершины по Северо-Восточному гребню. Дойдя в семь утра до Первой ступени, они решили не взбираться на неё, а обойти, чтобы не делать траверс от Первой ступени до Второй по ненадёжному льду. Они решили пойти тем маршрутом, по которому впервые прошёл Эдвард Нортон в 1924 году. Вин-Харрис осмотрел Вторую ступень, находясь на 30 метров ниже, и решил, что она «неприступна». Вскоре после перехода через Большой кулуар, Вагнер и Вин-Харрис решили возвращаться из-за малоснежья, а также потому, что иначе они не успели бы вернуться в лагерь засветло. Следующую попытку восхождения предприняли Эрик Шиптон (англ. Eric Shipton) и Франк Смит (англ. Frank Smythe). Состояние Шиптона резко ухудшилось, и он бы вынужден спускаться. Смит продолжил восхождение в одиночку, но вскоре и он развернулся, так и не превзойдя высоту восхождения, достигнутую предшественниками.

### 1933 год: первый полёт над вершиной
В том же году, 3 апреля, два биплана (модели Westland PV-3 и Westland Wallace), под управлением пилотов Дугласа Гамильтона и Давида Макинтайра (англ. David McIntyre) совершили первый полёт над Джомолунгмой, а летевшие в тех же самолётах фотографы Стюарт Блекер (Stewart Blacker) и Боннетт (Bonnett) сделали первые снимки тогда ещё неизвестной территории.

### 1934 год: попытка одиночного восхождения
В 1934 году британец Морис Уилсон попробовал в одиночку долететь на самолёте до окрестностей Джомолунгмы, а затем совершить одиночное восхождение. Пройдя явно недостаточную лётную и альпинистскую подготовку, Уилсон совершил незаконный перелёт из Великобритании в Индию, долетел до Дарджилинга, откуда проник в Тибет. С помощью проводников-шерпов Уилсон дошёл до Джомолунгмы и начал попытки восхождения, не имея необходимого альпинистского снаряжения. Но он верил, что сможет подняться на вершину с помощью сверхъестественных сил, и в случае успеха подаст оттуда монахам монастыря Ронгбук световой сигнал зеркалом. Маловероятно, что Уилсону удалось взойти не то, что на вершину, но даже на гребень Северного седла (7000 метров над уровнем моря). Тело Уилсона и его дневник были обнаружены британской экспедицией 1935 года. Уилсона похоронили там же, в расселине ледника.

### 1935 год: первая экспедиция Шиптона
Британская разведывательная экспедиция на Джомолунгму 1935 года, руководимая Эриком Шиптоном, была сравнительно малочисленной. Планировалось, что во время сезона муссонов она не будет совершать восхождения на вершину Джомолунгмы, но проведёт дополнительную рекогносцировку местности для экспедиции следующего года. Эта экспедиция совершила несколько первовосхождений на вершины других гор в окрестностях Джомолунгмы, разведала несколько альтернативных проходимых маршрутов восхождения на Джомолунгму, включая маршрут по Западному гребню, а также нашла путь в Долину молчания через перевал Лхо-ла. Но эти маршруты были отвергнуты как непрактичные, хотя Эрик Шиптон считал, что маршрут восхождения через Долину молчания будет перспективным, если откроется возможность восхождения с непальской стороны. Так и случилось: в 1953 году первовосходители прошли именно по такому маршруту.

### 1936 год: вторая экспедиция Руттледжа
Ещё одна британская экспедиция на Джомолунгму под руководством Хью Руттледжа.

### 1938 год: первая экспедиция Тильмана
Участник экспедиции 1935 года, британский исследователь Билл Тильман был назначен руководителем британской экспедиции 1938 года. Эта экспедиция поднималась на Северное седло как с востока (с ледника Восточный Ронгбук), так и с запада — с Главного Ронгбука. Восхождение на Северное седло с западной стороны было первым. Достигнутая высота над уровнем моря составила около 8340 метров, причём без использования кислородных баллонов. Однако дальнейшее восхождение было прервано из-за погоды и болезней.

### 1947 год: экспедиция Денмана
В марте 1947 года канадский инженер Эрл Денман (англ. Earl Denman) и двое горных проводников, Норгай Дава Шерпа (Norgay Dawa Sherpa) и Анг Дава Шерпа (Ang Dawa Sherpa), незаконно проникли в Тибет и попытались совершить восхождение на Джомолунгму. Но на высоте примерно 6700 метров над уровнем моря они попали в сильную бурю и не смогли двигаться дальше. Денман признал своё поражение. К счастью, всем троим удалось благополучно вернуться.

### 1950 год: поход Хьюстона-Тильмана

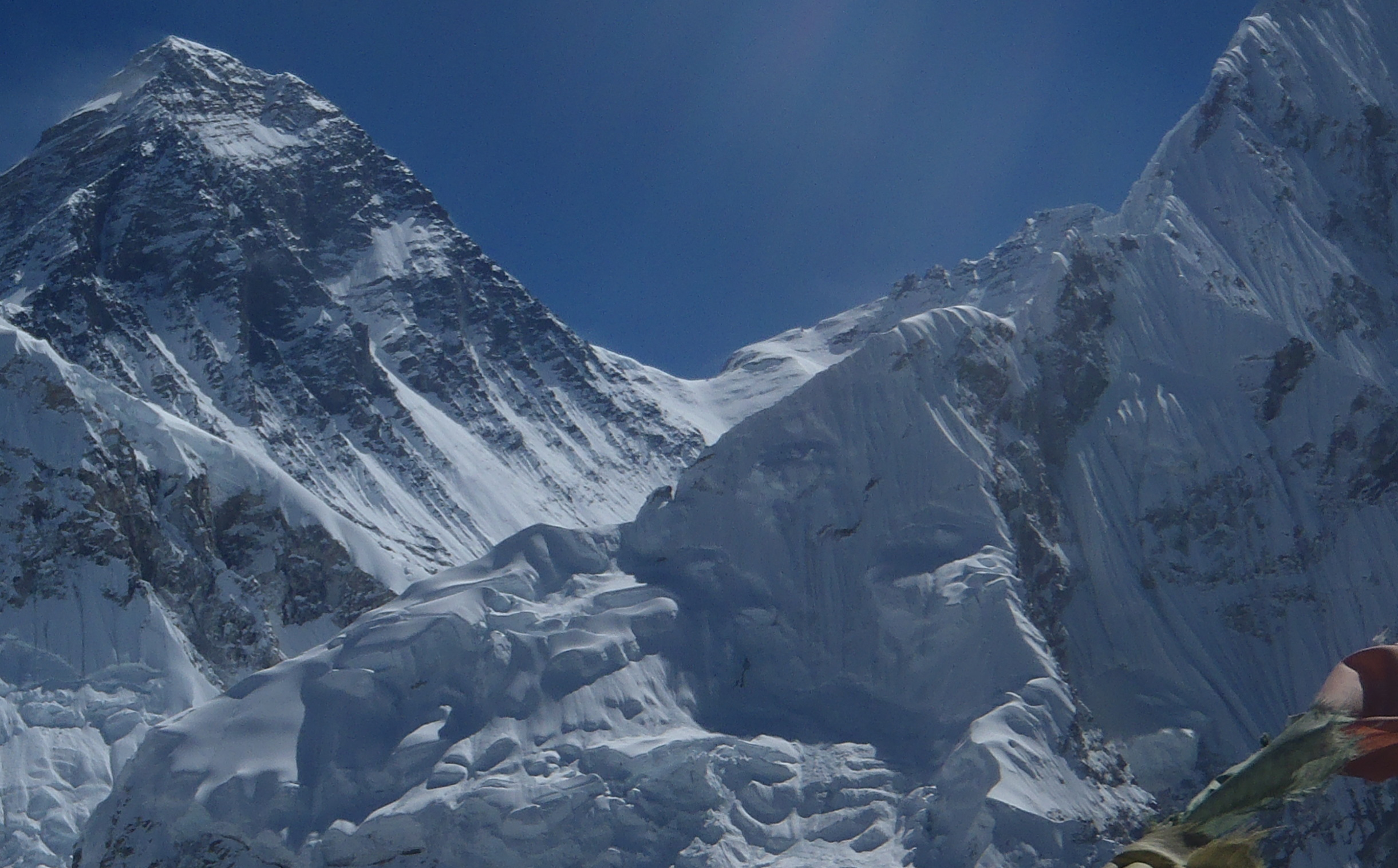
Эверест с Кала-Патхар (точки, достигнутой Хьюстоном и Тильманом в ходе первой разведывательной экспедиции)

В 1950 году Оскар Ремпель Хьюстон, — известный в США юрист и путешественник, неожиданно получил удовлетворение от Непальских властей ранее поданного прошения на посещение страны и, в частности, её восточного региона, включая Солукхумбу, — района, вплотную примыкавшему к Эвересту с юга. В число участников похода по Непалу, который состоялся в ноябре, вошли супруга Оскара, его сын Чарльз, — американский хирург и руководитель двух успешных гималайских экспедиций на Нанда-Деви (1936) и на К2 (1938), их друзья Бетси Коулз (Elizabeth «Betsy» S. Cowles) и Андерсон Бейквелл (Anderson Bakewell), а также британец Билл Тильман, с которым Оскар случайно встретился в британском посольстве в Катманду и пригласил его принять участие в походе, который открывал потенциальную возможность разведки подходов к Эвересту с юга.
К середине ноября через Джогбани — Дарджилинг — Дхаран — Дханкуту, и далее через три высокогорных перевала вся группа добралась до Намче-Базара, от которого Хьюстон младший с Тильманом, опережая основную группу, 15 ноября дошли до монастыря Тенгбоче, став его первыми «белыми» посетителями. Далее, имея в своём распоряжении всего несколько дней, они дошли до деревушки Пангбоче, от которой поднялись вдоль нижнего течения ледника Кхумбу до высоты около 5000 м. Они первыми осмотрели среднее течение ледника, отметив потенциальную опасность его прохождения на узком участке долины, разделяющим западный гребень Эвереста и северо-западный гребень Нуптзе, а 18 ноября предприняли попытку подъёма на Кала-Патхар, — южный выступ Пумори, с которого надеялись просмотреть Западный цирк Эвереста. Немного не дойдя до вершины, Тильман сделал первые фотографии Эвереста с юга, но поскольку обзор верхней части Западного цирка скрывали отроги Нуптзе, а видимый крутой юго-западный гребень Эвереста закрывал Юго-восточный, и Тильманом и Хьюстоном были сделаны ложные выводы о географии горы и о потенциальной сложности восхождения с юга, которые были опровергнуты последующими экспедициями Эрика Шиптона и Эдуарда Висс-Дунанта. Группа Хьюстона-старшего вернулась в Биратнагар 4 декабря спустя 36 дней после начала путешествия, за время которого Китай установил контроль над Тибетом, после чего восхождения на Эверест с северной стороны на время были запрещены, а в Непале в результате дворцового переворота пала правящая династия Рана, и страна стала более открытой для «европейцев».

### 1951 год: вторая экспедиция Шиптона, экспедиция Бекера-Ларсена
Рекогносцировку южного маршрута восхождения в следующем году продолжила британская экспедиция под руководством Эрика Шиптона. Среди участников той экспедиции можно отметить Эдмунда Хиллари, Тома Бурдийона (англ. Tom Bourdillon), Уильяма Мюррея (англ. William Murray) и Майка Уорда (Mike Ward). Они поднимались на соседнюю с Джомолунгмой гору Пумори, и 30 сентября достигли высоты 6100 метров над уровнем моря. Оттуда Шиптон и Хиллари смогли увидеть Долину молчания и решили, что возможно взойти на вершину Джомолунгмы, если подняться по Долине молчания до западной стены Лходзе, а оттуда сделать траверс на Южное седло. В течение октября участники экспедиции пытались пройти в Долину молчания через ледопад Кхумбу, но в конце ледопада оказалась огромная расселина шириной от 30 до 90 метров, переправиться через которую им так и не удалось. «Мы потерпели поражение» — записал тогда Мюррей.
Через несколько месяцев Датчанин Клаус Бекер-Ларсен (Klaus Becker-Larsen), без разрешения непальских властей, с группой шерпов попытался пройти из Непала в Тибет через перевал Лхо-Ла, но не смог это сделать из-за недостатка альпинистского опыта и снаряжения. Но он сумел попасть на тибетскую территорию через другой перевал — Нангпа-Ла (и стал первым европейцем на том перевале), дошёл до монастыря Ронгбук, а оттуда он и двое шерпов направились к Северному седлу. Но из-за камнепадов их продвижение остановилось, и Ларсен вернулся в Непал.

### 1952 год: первая швейцарская и возможная советская экспедиции
В этом году состоялись две швейцарские экспедиции на Джомолунгму и неподтверждённая советская экспедиция.
Первую швейцарскую экспедицию возглавлял Эдуар Висс-Дюнан (англ. Edouard Wyss-Dunant). Её маршрут пролегал через Южное седло и Юго-Восточный гребень. Эта экспедиция сумела переправиться через ту широкую расселину на ледопаде Кхумбу, у которой в предыдущем году остановилась экспедиция Шиптона. Через пять дней поиска им удалось найти снеговой мостик в расселине. Участники экспедиции спустились примерно на 20 метров в глубь расселины, а затем по верёвкам выбрались на другой край — и стали первыми людьми, ступившими в Долину молчания. Четверо из них — Ламберт Раймон (фр. Raymond Lambert (alpiniste)), Тенцинг Норгей, Рене Обер (фр. Rene Aubert) и Леон Флори (Leon Flory) — двинулись дальше к вершине. Ламберт Раймон шёл в паре с Тенцингом Норгеем, Рене Обер — с Леоном Флори. Первая пара продвинулась дальше остальных и не дошла всего 150 метров до Южной вершины из-за погоды.
Осенью 1952 года Раймон и Тенцинг снова пошли штурмовать Джомолунгму — теперь в составе другой швейцарской экспедиции, руководителем которой был Габриель Шевалле (фр. Gabriel Chevalley). Другие пять участников той экспедиции были новичками. В конце ноября альпинисты достигли высоты 8100 метров над уровнем моря, но погода опять заставила возвращаться.
Пребывание на Джомолунгме в том же году советской экспедиции до сих пор не подтверждено. Несколько западных журналистов, пишущих на тему альпинизма и скалолазания, утверждали, что Советский Союз хотел опередить англичан на Джомолунгме, для чего организовал секретную альпинистскую экспедицию под руководством Павла Дачноляна (Pavel Datschnolian), который погиб на Джомолунгме вместе с пятью другими альпинистами. Советские и китайские власти всегда отрицали это. На сегодняшний день не обнаружены ни документы, ни вещественные доказательства, ни какие-либо другие надёжные свидетельства существования той советской экспедиции, и нет никаких сведений о человеке по имени Павел Дачнолян (Дацчнолян, Датщнолян) и о других её участниках.

### 1953 год: первовосхождение
Экспедиция 1953 года была девятой британской (и шестнадцатой в общем счёте) экспедицией на Джомолунгму. Только с этой попытки удалось совершить первое подтверждённое восхождение на главную вершину Джомолунгмы.
Организовал и финансировал экспедицию Объединённый гималайский комитет, а руководил ею полковник Джон Хант. 29 мая в 11:30 по местному времени двое участников экспедиции, новозеландец Эдмунд Хиллари и непальский шерп Тенцинг Норгей достигли цели. На вершине они сделали фотоснимки, закопали в снег конфеты и маленький крест.

### 1956 год: швейцарская экспедиция, второе восхождение
Швейцарская экспедиция 1956 года совершила первовосхождение на Лходзе и второе восхождение на Джомолунгму. 18 мая Эрнст Райсс и Фриц Луксингер достигли главной вершины Лходзе. Далее экспедиция направилась на Джомолунгму. Установили Лагерь VI на Южном седле и Лагерь VII на отметке 8400 метров над уровнем моря. 23 мая Эрнст Шмид (нем. Ernst Schmied) и Йюрг Мармет (Jürg Marmet) взошли на главную вершину Джомолунгмы, а на следующий день туда поднялись Дёльф Райст (нем. Dölf Reist) и Хансрюди фон Гунтен (нем. Hansruedi von Gunten).

### 1960 год: первая китайская экспедиция, Северный гребень
Спорное первое восхождение по северному маршруту на вершину Джомолунгмы. Как утверждалось, участники китайской альпинистской экспедиции: китайцы Ванг Фужоу (кит. 王富洲), Ку Йинхуа (Qu Yinhua), тибетец Гонгбу (или Конбу) — дошли по Северному гребню до вершины. Однако из-за отсутствия фотоснимков, свидетельствующих об их успехе, вызвало споры в альпинистских кругах; многие не признавали этого восхождения. Последующие исследования и интервью склонили многих экспертов к тому, что всё-таки китайцы добились успеха в 1960 году.

### 1962 год: «Четверо против Эвереста»
Вудро Вильсон Сайр (англ. Woodrow Wilson Sayre) и ещё трое граждан США незаконно перешли границу Непала и Китая и предприняли попытку восхождения по северному маршруту. Им удалось подняться на Северный гребень Джомолунгмы и достичь высоты 7600 метров над уровнем моря, но из-за истощения сил они не смогли продвинуться дальше и возвратились. Эта попытка восхождения была задокументирована самим Сайром в его книге «Четверо против Эвереста» (англ. Four Against Everest).

### 1963 год: первые американцы на вершине
Первым гражданином США, ступившим на высочайшую вершину, стал Джим Уиттакер (англ. Jim Whittaker). Это произошло 1 мая в 13 часов. Американца сопровождал шерп Наванг Гомбу (англ. Nawang Gombu), который через два года снова поднялся на Джомолунгму с другой экспедицией и стал первым в мире человеком, дважды побывавшим на вершине Джомолунгмы.
А 22 мая ещё двое американцев — Том Хорнбейн (англ. Tom Hornbein) и Вилли Унсоелд (англ. Willi Unsoeld) — совершили первое восхождение по Западному гребню, а затем спустились с вершины на Южное седло, осуществив также первый в истории траверс Джомолунгмы.

### 1965 год: первый дважды побывавший на вершине
В составе первой индийской экспедиции на Джомолунгму был 21 человек, девять из которых дошли до вершины. Среди тех девяти был непальский шерпа Наванг Гомбу, ставший первым человеком, покорившим вершину Джомолунгмы два раза. Возглавлял экспедицию старший лейтенант М. С. Кохли (M. S. Kohli).

### 1969 год: японские разведывательные экспедиции
В 1969 году состоялись две японские разведывательные экспедиции с целью подготовки восхождения по Юго-Западной стене Джомолунгмы, никем до того не пройденной. К 31 октября японским альпинистам удалось установить несколько лагерей на этой стене и достичь 8000 метров над уровнем моря.

### 1970 год: первый лыжник
6 мая 1970 года японец Юитиро Миура спустился на горных лыжах со склона Южного седла. Это был первый задокументированный случай горнолыжного спуска на Джомолунгме. О нём был снят полнометражный документальный фильм «На лыжах с Эвереста» (англ. The Man Who Skied Down Everest), получивший «Оскара» в соответствующей номинации первым среди фильмов о спорте.
Другая японская экспедиция предприняла попытку восхождения по Юго-Западной стене, но не смогла это сделать и понесла потери: шесть шерпов из той экспедиции погибли под лавиной, ещё один носильщик стал жертвой обрушившегося серака, а японский альпинист Киёси Нарита (Kiyoshi Narita) умер от сердечного приступа.

### 1971 год: первая международная и первая аргентинская экспедиция
В 1971 состоялась первая международная экспедиция на Джомолунгму, а также первая аргентинская экспедиция.

### 1972 год: первая европейская и ещё одна британская экспедиция
В 1971 году прошла первая общеевропейская и ещё одна британская экспедиция.

### 1973 год: первая итальянская экспедиция и первое осеннее восхождение
В 1973 году состоялась первая итальянская экспедиция на Джомолунгму, а 26 октября японские альпинисты Хисахи Исигуро (Hisahi Ishiguro) и Ясуо Като (Yasuo Kato) совершили первое успешное восхождение осенью, после сезона муссонов.

### 1974 год: первая испанская и первая французская экспедиция
В 1974 году состоялась первая испанская и первая французская экспедиция на Джомолунгму.

### 1975 год: первая женщина на вершине; Юго-Западная стена
16 мая 1975 года японская альпинистка Дзюнко Табэи стала первой женщиной, ступившей на вершину Джомолунгмы, и тридцать восьмым по общему счёту человеком, побывавшем на вершине. Её партнёр по восхождению Шерпа Анг Цхеринг I стал тридцать девятым. Восхождения состоялось несмотря даже на то, что 4 мая в Лагере II лавина накрыла семерых японских альпинистов, включая и Дзюнко Табэи, и они получили травмы различной степени тяжести. Табэи не ограничилась покорением Джомолунгмы, и в 1992 году стала первой в мире женщиной, побывавшей на высочайших вершинах всех семи частей света.
С 1969 по 1973 год пять экспедиций безуспешно штурмовали Юго-Западную стену Джомолунгмы, но не могли преодолеть Скалистый пояс (англ. Rock Band) — полосу крутых утёсов. И только 20 сентября 1975 года британским альпинистам Нику Эсткорту (англ. Nick Estcourt) и Туту Брейтуэйту (англ. Tut Braithwaite) удалось это пройти это полосу препятствий. Они были участниками британской экспедиции, возглавляемой Крисом Бонингтоном. За ними пошли товарищи, и 24 сентября Даг Скотт и Дугал Хэстон стали первыми британскими гражданами на высочайшей вершине и первыми альпинистами, совершившими успешное восхождение по Юго-Западной стене. Спускаясь с главной вершины Джомолунгмы, они ночевали на Южной вершине — и это была самая высотная ночёвка в палатке за всю историю альпинизма. 26 сентября ещё две пары восходителей пошли к вершине. Британец Питер Бордман и шерпский сирдар Петемба также достигли успеха, а следующей паре повезло меньше. Кинооператор BBC Мик Берк шёл в связке с Мартином Бойсеном (англ. Martin Boysen). Бойсен из-за поломки кислородного прибора не смог идти к вершине и решил спускаться, а Берк продолжил восхождение в одиночку, и в результате он разделил судьбу Мэллори и Ирвина: пропал без вести, его тело так и не было найдено, был ли он на вершине — осталось неизвестным.

### 1978 год: первое восхождение без кислородных приборов; первая польская альпинистка
8 мая 1978 года итальянец Райнхольд Месснер и австриец Петер Хабелер (англ. Peter Habeler) совершили первое восхождение на вершину Джомолунгмы без использования кислородных приборов. Их маршрут восхождения пролегал через Юго-Восточный гребень
16 октября 1978 года польская альпинистка Ванда Руткевич стала третьей женщиной на вершине Джомолунгмы, первой европейкой и первым гражданином Польши, взошедшим туда.

### 1979 год: первая югославская экспедиция, Западный гребень
В 1979 году состоялась первая югославская экспедиция на Джомолунгму, которая направилась к вершине по ещё никем не пройденному маршруту через перевал Лхо-ла и Западный гребень. Экспедиция достигла успеха, и 13 мая 1979 года на вершину Джомолунгмы ступила первая пара югославских альпинистов: Андрей Штремфель и Нейц Заплотник (сербохорв. Nejc Zaplotnik), а через два дня то же самое сделали Стипе Божич (хорв. Stipe Božić), Стане Белак (сербохорв. Stane Belak) и Анг Пху (Ang Phu). У всех троих была ночёвка на высоте 8300 метров над уровнем моря. На следующий день, уже на спуске, Анг Пху погиб в результате падения.

### 1980 год: первое зимнее и первое одиночное восхождение, Северная стена
В 1980 году польская экспедиция под руководством Анджея Завады (англ. Andrzej Zawada) совершила первое в истории восхождение на Джомолунгму зимой. 17 февраля участники той экспедиции, польские альпинисты Лешек Цихы (пол. Leszek Cichy) и Кшиштоф Велицкий достигли вершины. Это стало первым зимним восхождением не только на Джомолунгму, но и вообще на восьмитысячник.
Другая польская команда также отличилась в 1980 году. 19 мая Анджей Чок (пол. Andrzej Czok) и Ежи Кукучка проложили и одолели новый маршрут по Южной стене.
А 20 августа 1980 года итальянец Райнхольд Месснер, в 1978 году совершивший первое восхождение на Джомолунгму без использования кислородных приборов, установил здесь новый мировой рекорд: совершил первое в истории альпинизма одиночное восхождение на Джомолунгму (успех одиночного восхождения Морриса Уилсона в 1934 году не подтверждён и крайне маловероятен; другие более ранние случаи достоверно не известны). Кроме того, Месснер первый прошёл до конца северо-западный маршрут (через Северное седло и Северную стену), по которому Джордж Ингл Финч (англ. George Ingle Finch) пытался дойти до вершины в 1922 году (но тогда восхождение не удалось). Путь от базового лагеря (6500 метров над уровнем моря) до вершины занял три дня; всё это время Месснер шёл в полном одиночестве, и снова без кислородных приборов.
Наконец, японские альпинисты в Такаси Одзаки (Takashi Ozaki) и Цунэо Сигэхиро (Tsuneo Shigehiro) в 1980 году совершили первопрохождение Северной стены Джомолунгмы.

### 1982 год: первая советская и первая канадская экспедиция, первое ночное восхождение
Первая достоверно известная советская гималайская экспедиция дошла до вершины Джомолунгмы по маршруту, никем больше не пройденному ни до того, ни после: по Юго-Западной стене и Центральному кулуару (англ. Central Gully). 4 — 9 мая одиннадцать советских альпинистов достигли вершины (часть из них — в ночное время) и вернулись.
15 мая американская альпинистка Марти Хоэй (англ. Marty Hoey), которая стремилась стать первой гражданкой США на вершине, сорвалась со склона Северного седла и разбилась насмерть. Первая американка ступила на вершину Джомолунгмы только через 6 лет, 29 сентября 1988 года.
Небольшая британская экспедиция под руководством Криса Бонингтона предприняла первую попытку пройти Северо-Восточный гребень целиком и дойти по нему до вершины (до этого китайская экспедиция поднималась на высокую точку этого гребня по Северной стене). Дойти до вершины не удалось. Двое альпинистов: Питер Бордман и Джо Таскер — пропали без вести, когда делали попытку преодолеть Три жандарма.
Канадская экспедиция на Джомолунгму, состоявшаяся в октябре 1982 года, была одной из лучших в плане подготовки, экипировки и финансирования. Но это не помогло избежать жертв и неудач. Кинооператор экспедиции погиб под ледопадом. Вскоре после него трое шерпов погибли под лавиной. Шесть канадских альпинистов признали поражение и отказались идти к вершине. Но Лори Скреслет (англ. Laurie Skreslet) и два шерпа не отступили, и 5 октября достигли вершины. Скреслет стал первым канадцем, покорившим Джомолунгму, а Пат Морроу (англ. Pat Morrow) через два дня стал вторым.
27 декабря японец Ясуо Като (Yasuo Kato), к тому времени уже ветеран Джомолунгмы, совершил второе зимнее восхождение и стал первым альпинистом, поднимавшимся на вершину в три разных сезона. От Южной до главной вершины Като поднимался в одиночку. Когда он спускался, навстречу ему поднимался Тосиаки Кобаяси (Toshiaki Kobayashi), который нёс палатку и припасы для высотной ночёвки. Но погода внезапно ухудшилась: температура снизилась, ветер резко усилился. Оба альпиниста не вернулись и пропали без вести.

### 1983 год: Восточная стена
8 октября 1983 года американские альпинисты Лу Рейхардт (Lou Reichardt), Ким Момб (Kim Momb) и Карлос Бюлер (Carlos Buhler) стали первыми, кому удалось подняться по Восточной стене Джомолунгмы до вершины. На следующий день это же сделали Ден Рейд (Dan Reid), Джордж Лов (George Lowe) и Джей Кассел (Jay Cassell).

### 1984 год: первые болгары и австралийцы, первая индийская женщина
20 апреля болгарский альпинист Христо Проданов совершил одиночное восхождение без кислородных приборов, дойдя до вершины по Западном гребню, и умер на обратном пути. 8 и 9 мая ещё четверо болгарских альпинистов (Методи Савов с Иваном Вальчевым, Николай Петков с Кириллом Досковым) дошли до вершины по Западному гребню и затем спустились на Южное седло. Поскольку эта экспедиция прошла по верху Западного гребня и не через кулуар Хорнбейна, возможно считать её маршрут восхождения новым, ранее не пройденным.
23 мая Бачендри Пал (англ. Bachendri Pal) стала первой индийской женщиной, покорившей Джомолунгму. Она шла по стандартному маршруту через Юго-Восточный гребень.
3 октября Тим Макартни-Снейп (англ. Tim Macartney-Snape) и Грег Мортимер (англ. Greg Mortimer) стали первыми австралийцами, достигшими вершины Джомолунгмы. Они восходили без кислородных приборов и по новому маршруту («White Limbo»), проложенному по Северной стене.
20 октября Фил Эршлер (англ. Phil Ershler) стал первым американцем, преодолевшим Северную стену Джомолунгмы и достигшим вершины.

### 1986 год: первое скоростное прохождение Северной стены; первая североамериканка
Швейцарские альпинисты Эрхард Лоретан и Жан Тройллет (фр. Jean Troillet) установили мировой рекорд быстроты прохождения Северной стены. Они поднимались без кислородных приборов, палаток и верёвок (а выше 8000 метров — даже без рюкзаков), днём и ночью (ночью даже больше). В результате их подъём занял 42 часа, а скользящий спуск — менее 5 часов. Этот оригинальный стиль восхождения получил название «обнажённая ночь» (англ. night naked).
20 мая канадская альпинистка Шэрон Вуд (англ. Sharon Wood) стала первой североамериканской женщиной, поднявшейся на вершину Джомолунгму. В связке с ней поднялся Дуэйн Конгдон (англ. Dwayne Congdon)

### 1988 год: первый спуск на параплане; первое скоростное и первое встречное восхождение; рекордсменки из США и Новой Зеландии; шерпа 5 раз на вершине
Француз Жан-Марк Буавен (фр. Jean-Marc Boivin) совершил первый спуск с Джомолунгмы на параплане. За 11-12 минут он снизился на 2948 метров и приземлился в Лагере II; это до сих пор остаётся рекордом для парапланеристов.
Другой француз, Марк Батард (фр. Marc Batard), в этом же году отличился тем, что первым прошёл юго-восточный маршрут восхождения от базового лагеря до вершины без кислородных приборов за рекордно малое время: 22 часа 30 минут.
5 мая объединённая китайско-японско-непальская экспедиция штурмовала вершину Джомолунгмы и с северной, и с южной стороны одновременно. Группы восхождения встретились на вершине, а затем каждая из них спускались с противоположной стороны. Это событие транслировалось в прямом эфире на весь мир.
29 сентября американская альпинистка Стейси Аллисон (англ. Stacy Allison) стала первой гражданкой США, достигшей вершины Джомолунгмы.
16 октября гражданка Новой Зеландии Лидия Брэди (англ. Lydia Bradey) стала первой женщиной сразу в трёх альпинистских номинациях: восхождение без кислородных приборов, восхождение по Северо-Восточному гребню, одиночное восхождение. Поначалу двое других альпинистов из её команды (которых во время восхождения Брэди не было в Базовом лагере) оспаривали её восхождение; тем не менее, оно было признано правительствами нескольких стран и внесено в Гималайскую базу данных (Непал)
10 мая непальский шерп Сунгдаре Шерпа (Sungdare Sherpa) стал первым человеком, побывавшим на вершине Джомолунгмы пять раз (первый — 2 октября 1979 года).

### 1989 год: первый латиноамериканец на вершине
10 мая югославская экспедиция совершила восхождение по Юго-Восточному гребню. Граждане СФРЮ Стипе Божич (хорв. Stipe Božić), Вики Грошель (Viki Groselj) и Димитар Илиевски-Мурато (макед. Димитар Илиевски - Мурато), шерпы Сонам и Агива достигли вершины. Димитар Илиевски-Мурато погиб при спуске, сорвавшись со склона Южного седла
16 мая мексиканец Рикардо Торрез-Нава (исп. Ricardo Torres-Nava), а также шерпы Анг Лхакпа (Ang Lhakpa) и Дордже (Dorje) в составе экспедиции США поднялись на вершину Джомолунгмы, используя кислородные приборы. Торрез-Нава стал первым мексиканцем и первым латиноамериканцем, успешно сделавшим это.
18 июля другой мексиканец, Карлос Карсолио поднялся на вершину без помощи баллонного кислорода. Он также покорил все 14 восьмитысячников; Джомолунгма оказалась пятым из них.

### 1990 год: первое восхождение супружеской пары; сын первовосходителя; пешком от моря до вершины
7 октября словенцы Андрей Штремфель и Мария Штремфель (словен. Marija Štremfelj) стали первой супружеской парой, совершившей совместное восхождение на вершину Джомолунгмы. Мария, кроме того, стала первой словенской женщиной на вершине Джомолунгмы.
Новозеландец Питер Хиллари (англ. Peter Hillary), сын первовосходителя Эдмунда Хиллари, стал первым в истории потомком альпиниста, взошедшего на вершину Джомолунгмы, который повторил подвиг своего предка.
Австралиец Тим Макартни-Снейп (англ. Tim Macartney-Snape) второй раз поднялся на вершину Джомолунгмы и стал первым человеком, который пешком прошёл путь от уровня моря до высочайшей вершины Земли. Этот путь длиной около 1200 километров начался тремя месяцами раньше на острове Сагар в Бенгальском заливе (дельта реки Ганг); экспедиция называлась «От моря до вершины» (англ. Sea to Summit).

### 1992 год: первые чилийцы и первый израильтянин на вершине
В этом году Джомолунгму штурмовали две соперничающие чилийские экспедиции. Одну из них возглавлял Родриго Джордан (исп. Rodrigo Jordan); эта экспедиция второй раз в истории совершила восхождение по стене Кангшунг. Руководителем второй чилийской экспедиции был Маврикио Пурто (исп. Mauricio Purto). Они стали первыми альпинистами из Южной Америки, покорившими Джомолунгму. Первым на вершину ступил Кристиан Гарсия-Хуидобро (исп. Cristián García-Huidobro): это произошло 15 мая 1992 года в 10:25 из команды Джордана. По его словам, это привело к ссоре с Пурто, который был раздосадован, что достиг вершины вторым, и другим членами его группы. Ссора перешла в драку. Так как там не было сторонних свидетелей, нельзя однозначно утверждать, как было на самом деле. Но если действительно была так — это стало первой дракой на вершине Джомолунгмы и самой высокогорной дракой в истории; сомнительная честь…
Дорон Эрель стал первым гражданином Израиля, покорившим Джомолунгму

### 1993 год: первая непалка; первая дважды взошедшая; старейший восходитель; начало коммерческих восхождений
22 апреля 1993 года шерпка Пасанг Лхаму Шерпа (непальск. पासाङ ल्हामु शेर्पा) стала первой женщиной — гражданкой Непала, ступившей на вершину Джомолунгмы. На следующий день, уже на спуске, она погибла в результате резкого ухудшения погодных условий (тогда — пропала без вести; её тело было обнаружено и эвакуировано в 1997 году литовским альпинистом Владасом Виткаускасом (лит. Vladas Vitkauskas (1953))).
10 мая гражданка Индии Сантош Ядав стала первой женщиной, дважды побывшей на вершине Джомолунгмы (в мае 1992 и в мае 1993 года).
7 октября гражданин Испании и Венесуэлы Рамон Бланко (исп. Ramón Blanco) стал старейшим восходителем на Джомолунгму, ступив на её вершину в возрасте 60 лет 160 дней.
Осенью 1993 года начались восхождения на Джомолунгму, организуемые коммерческими фирмами; это дело было поставлено на поток, и в первый же сезон на вершине побывало 90 туристов-альпинистов.

### 1995 год: первая женщина в одиночку и без кислорода; весь Северо-Восточный гребень
Британка Алисон Харгривс (англ. Alison Hargreaves) стала первой женщиной, совершившей одиночное восхождение без кислородных приборов (если не учитывать спорное восхождение Лидии Брэди (англ. Lydia Bradey) в 1988 году).
Альпинисты из японского Университета Нихон (яп. 日本大学) Киёси Фуруно (Kiyoshi Furuno) и Сигэки Имото (Shigeki Imoto) первыми совершили восхождение, пройдя по всему Северо-Восточному гребню (это был последний непройденный значительный маршрут восхождения).

### 1996 год: 15 погибших; один 10 раз побывавший на вершине; восхождение за 17 часов; первый велосипедист
Этот год стал одним из самых смертоносных в истории восхождений на Джомолунгму: за один сезон погибли пятнадцать человек, в основном 10-11 мая в результате сильных снежных бурь. До сих пор остаются разногласия насчёт причины тех событий, а также о допустимости и целесообразности «коммерческих» восхождений, в которых покорение высочайшей вершины Земли стало доступным для горных туристов с недостаточной альпинистской подготовкой.
Но, кроме несчастных случаев, 1996 год принёс очередные рекорды Джомолунгмы.
20 мая 1996 года командой города Красноярска, Россия был пройден новый маршрут по кулуару Северо-восточной стены.
Так, непальский шерп Анг Рита 23 мая стал первым человеком, побывавшим на вершине Джомолунгмы 10 раз (первое восхождение 7 мая 1983 г.).
Итальянец Ханс Каммерландер (итал. Hans Kammerlander) побил рекорд скорости восхождения, дойдя от Базового лагеря (северная сторона Джомолунгмы) до вершины всего за 17 часов, причём в одиночку и без кислородных приборов. Затем он от высоты 7800 метров над уровнем моря спускался на лыжах.
Швед Горан Кропп стал первым человеком, который доехал на велосипеде от Швеции до Джомолунгмы, совершил одиночное бескислородное восхождение на её вершину и вернулся на велосипеде обратно в Швецию.

### 1998 год: первый инвалид на вершине; побит рекорд скорости на юго-восточном маршруте
Американец британского происхождения Том Уиттекер (англ. Tom Whittaker (mountaineer)) с ампутированной правой ногой стал первым инвалидом, покорившим Джомолунгму
Гражданин Непала Кази Шерпа (непальск. काजी शेर्पा) побил рекорд скорости восхождения по маршруту через Южное седло, дойдя от Базового лагеря до вершины за 20 часов 24 минуты. Это восхождение он совершил в одиночку, без поддержки других альпинистов и носильщиков, без использования кислородных приборов и лекарственных препаратов. Предыдущий рекорд скорости восхождения по данному маршруту, установленный Марком Батардом (фр. Marc Batard) в 1988 году, был превышен на 2 часа и 5 минут.
26 мая 1998 года Гриллс Беэр покорил вершину. Он попал в Книгу рекордов Гиннесса как самый молодой британец — 23 года, — взошедший на Эверест. Экспедиция Гриллса провела почти три месяца на юго-восточной стороне Эвереста.

### 1999 год: найдено тело Мэллори; 21 час на вершине; первая латиноамериканка; первый португалец, эквадорец и грек
В 1999 году был сделан важный шаг к разрешению загадки первовосхождения Мэллори и Ирвина. Конрад Анкер на Северной стене Джомолунгмы, на высоте 8165 метров над уровнем моря обнаружил тело Джорджа Мэллори, погибшего в июне 1924 года. Не удалось найти фотоаппарат. Другие обнаруженные вещественные свидетельства допускают возможность успеха восхождения Мэллори и Ирвина (тело последнего не найдено до сих пор), но не доказывают его.
Кроме этой находки, 1999 год на Джомолунгме запомнился ещё несколькими достижениями и рекордами:
Непальский шерп Бабу Чири Шерпа установил рекорд длительности пребывания на вершине Джомолунгмы, пробыв там 21 час подряд.
Гражданка ЮАР Кэти О'Дауд (англ. Cathy O'Dowd) стала первой женщиной, восходившей на вершину Джомолунгмы как с северной, так и с южной стороны.
5 мая 1999 года гражданка Мексики Эльза А́вила (исп. Elsa Ávila) стала первой мексиканкой и первой латиноамериканкой на вершине Джомолунгмы.
13 мая японец Кэн Ногути (англ. Ken Noguchi) (яп. 野口 健) ступил на вершину Джомолунгмы и стал самым юным покорителем всех семи вершин. Ему было 25 лет и 265 дней.
18 мая Жуан Гарсиа (порт. João Garcia) стал первым португальцем, покорившим Эверест.
25 мая Иван Вальехо (исп. Iván Vallejo) стал первым гражданином Эквадора, совершившим восхождение на Джомолунгму без кислородных приборов. Он покорил все 14 восьмитысячников, Джомолунгма была для него третьим.
Константин Ниаркос, сын миллиардера Ставроса Ниаркоса, стал первым греком на вершине мира; он умер через несколько месяцев после этого.

### 2000 год: первый пакистанец; первый лыжный спуск от вершины до базового лагеря
17 мая 2000 года в 7:30 Назир Сабир (урду نذیر صابر‎) стал первым гражданином Пакистана, достигшим «крыши мира».
22 мая 50-летняя польская альпинистка Анна Червиньска (пол. Anna Czerwińska) (род. 10 июля 1949 г.) стала старейшей на тот момент женщиной, ступившей на вершину Джомолунгмы.
7 октября Карничар Даво (словен. Davo Karničar) из Словении стал первым человеком, совершившим непрерывный спуск на лыжах с вершины Джомолунгмы до базового лагеря. Спуск длился пять часов, скорость доходила до 120 км/ч. (While Japanese climber and skier Yuichiro Miura is known for his 6 May 1970 feat as The Man Who Skied Down Everest, his 1280 метров (4199 футов) descent on skis began from Everest’s 7906 метров (25 938 футов) South Col.)

### 2001 год: первый спуск на сноуборде; первый незрячий; первые колумбийцы
23 мая 2001 года непальский шерп Темба Цхери Шерпа (англ. Temba Tsheri Sherpa) стал самым молодым на тот момент человеком из побывавших на высочайшей вершине. В день восхождения ему было 16 лет и 14 дней.
24 мая француз Марко Сиффреди совершил первый спуск с Джомолунгме на сноуборде
25 мая тридцатидвухлетний американец Эрик Вайхенмайер стал первым (и пока единственным) незрячим альпинистом, достигшим вершины Джомолунгмы.
Мануэль Артуро Барриос (исп. Manuel Arturo Barrios) и Фернандо Гонзалес-Рубио (исп. Fernando González-Rubio) стали первыми гражданами Колумбии, достигшими этой вершины.

### 2002 год: старейшая женщина; первые супруги на 7 вершинах; «Урал-Эверест»
16 мая 2002 года японская альпинистка Тамаэ Ватанабэ в возрасте 63 лет 177 дней ступила на вершину Джомолунгмы, став старейший женщиной, сделавшей это; в 2012 году она же побила свой собственный рекорд.
В тот же день американская альпинистка Сьюзен Эршлер (англ. Susan Ershler) и её муж Фил Эршлер (Phil Ershler) также достигли вершины и стали первой в истории супружеской парой, покорившей Семь вершин
18 мая все девять участников российской экспедиции «Урал-Эверест», возглавляемой Геннадием Кириевским, достигли вершины, совершив восхождение с северной стороны

### 2003 год: самый старший и самая молодая; самые быстрые шерпы
Дик Басс (англ. Dick Bass), первый гражданин США, взявший Семь вершин, в том числе Джомолунгму в 1985 году, когда ему было 55 лет, решил повторить это восхождение, будучи уже 73-летним. Но в этот раз он смог дойти только до Базового лагеря. В его команде были также Джим Виквайр (англ. Jim Wickwire) и Джон Роскелли.
В этом же году канадский телеканал «Outdoor Life Network» организовал шоу сурвивалистов, победители которого получали шанс взойти на Джомолунгму. Комментаторами этой телеэкспедиции были альпинисты Конрад Анкер (англ. Conrad Anker) и Дэвид Брешерс (англ. David Breashears).
22 мая 2003 года японский альпинист Юитиро Миура стал старейшим из восходителей на Джомолунгму: 70 лет 222 дня.
23 мая двадцатипятилетний непальский шерп Пемба Дордже установил новый мировой рекорд скорости восхождения на вершину Джомолунгмы: 12 часов 45 минут. Но через три дня его соотечественник Лакпа Гелу побил этот рекорд, затратив на подъём до вершины всего 10 часов 56 минут. В июле 2003 года Министерство туризма Непала, после непродолжительного спора с Дордже, засчитало рекорд Гелу.
А пятнадцатилетняя непальская шерпка Минг Кипа (англ. Ming Kipa) стала самой молодой девушкой на вершине, и оставалась таковой с 2003 по 2010 год.

### 2004 год: рекорд скорости; россияне на Северной стене; первая греческая экспедиция
21 мая 2004 года Пемба Дордже установил ещё один рекорд скорости восхождения с использованием кислородных приборов по Юго-Восточному гребню. 17 километров от базового лагеря до вершины он прошёл за 8 часов 10 минут. Вместе с ним в восхождении участвовал Роберт Джен (англ. Robert Jen), который стал первым гражданином США азиатского происхождения, ступившим на вершину Джомолунгмы. Поначалу заявления Пембы о таком времени восхождения были восприняты скептически Элизабет Хоули — знаменитым хроникёром Джомолунгмы, а также другим непальскими альпинистами. Позже Пемба был арестован и осуждён по обвинению в мошенничестве, но тот случай не был связан с восхождениями на Джомолунгму.
С 29 мая по 1 июня 13 российских альпинистов из экспедиции Виктора Козлова взошли на вершину по Северной стене.
Состоялась первая греческая экспедиция, пятеро участников которой взошли на Джомолунгму с южной стороны и трое — с северной.

### 2005 год: первая посадка на вершину; китайские геодезисты
14 мая 2005 года вертолёт AS-350 B3 производства компании «Eurocopter» под управлением французского пилота совершил первую в истории посадку на вершину Джомолунгмы, и на следующий день повторил этот подвиг.
Правительство КНР снарядило геодезическую экспедицию на Джомолунгму, состоящую из 24 участников. 22 мая 2005 года экспедиция достигла вершины и установила там оборудование для точного измерения высоты вершины над уровнем моря, в том числе будущих изменений этой высоты. Несколькими методами измерялась толщина льда и снега на вершине, чтобы определить высоту твёрдой породы и сравнить её с результатами измерений прошлых лет

### 2006 год: от Мёртвого моря до Джомолунгмы и другие рекорды
15 мая 2006 года новозеландец Марк Инглис (англ. Mark Inglis) стал первым инвалидом с протезами обеих ног, достигшим высочайшей вершины.
17 мая 70-летний японец Такао Араяма (Takao Arayama) дошёл до вершины за три дня и стал старейшим человеком, совершившим столь быстрое восхождение.
19 мая шерп Аппа Тенцинг взошёл на вершину в шестнадцатый раз, побив свой же мировой рекорд.
Полина Сандерсон (англ. Pauline Sanderson) совершила первый самоходный подъём от низшей точки земной суши (иорданское побережье Мёртвого моря, на 423 метра ниже уровня мирового океана) до высшей — вершины Джомолунгмы, проехав на велосипеде около 8000 километров за шесть месяцев. Муж Полины, Фил Сандерсон (англ. Phil Sanderson), присоединился к ней уже на Джомолунгме, и они стали первой британской супружеской парой, совершившей совместное восхождение на Джомолунгму

### 2007 год: первый египтянин и филиппинки; скоростное восхождение; пожилой японец
16 мая 2007 года Аппа Тенцинг поднялся на вершину в семнадцатый раз.
15 и 16 мая двадцать пять участников экспедиции индийской армии (англ. Indian Army Everest Expedition 2007), в том числе 13 шерпов, побывали на вершине. Это была уже четвёртая экспедиция индийской армии на Джомолунгму, но первая, совершившая восхождение со стороны Тибета.
17 мая в 7:19 EGP Омар Самра (араб. عمر سمرة‎) стал первым гражданином Египта и самым молодым арабом, достигшим вершины Джомолунгмы.
Также 17 мая три филиппинские альпинистки совершили траверс Джомолунгмы, взойдя с северной стороны и спустившись на южную, в Непал.
22 мая японец Кацусукэ Янагисава (Katsusuke Yanagisawa) побил рекорд возраста восходителя: ему тогда был 71 год и 61 день.
Австрийский альпинист Кристиан Стангл (нем. Christian Stangl) свершил скоростное восхождение по Северо-Восточному гребню, пройдя 10 км от Лагеря III (Продвинутого базового лагеря) до вершины за 16 часов и 42 минуты, побив рекорд, установленный итальянцем Хансом Каммерландером (итал. Hans Kammerlander) в 1996 г. — 17 часов. И прежний, и новый рекордсмен совершали такое восхождение в одиночку. Это восхождение Стангла не ставилось под сомнение, но позднее, в 2010 году, Стангл был изобличён в фиктивном восхождении на вершину К2, и признался в том.

### 2008 год: первый саудовец и ория; старейший восходитель
21 мая альпинист Фарук Саад аль-Зуман (Farouq Saad al-Zuman) стал первым подданным Саудовской Аравии, достигшим высочайшей вершины Земли
22 мая Аппа Тенцинг совершил своё восемнадцатое восхождение, снова побив свой же рекорд.
Японец Юитиро Миура совершил восхождение в возрасте 75 лет и 227 дней. Однако, как потом выяснилось, это не стало новым рекордом, потому что днём ранее непальский гуркх Мин Бахадур Шерчан (Min Bahadur Sherchan) также побывал на вершине, а ему в день восхождения было 76 лет 330 дней. Но Миуре удалось вернуть себе титул старейшего восходителя на Джомолунгму 22 мая 2013 года — тогда ему было уже 80 лет
21 мая Калпана Даш (ория କଳ୍ପନା ଦାଶ) стал первым ория на вершине Джомолунгмы.

### 2009 год: корейцы на новом маршруте
16 мая 2009 года Аппа Тенцинг дошёл до вершины в девятнадцатый раз.
20 мая южнокорейские альпинисты Пак Юн Сок, Чин Джанчан (Jin Jan-chang), Кан Кисок (Kang Ki-seok) и Шин Донг Мин (Shin Dong-min) совершили восхождение на вершину по новому маршруту, проходящему по Юго-Западной стене; этот маршрут был назван именем Пак Юн Сока — Park's Korean Route (Корейский маршрут Пака).

### 2010 год: самый юный на вершине
17 мая 2010 года шестидесятилетний пуэрториканец, кардиолог и альпинист Хулио Бёд (Julio Bird) поднялся на Джомолунгму с северной стороны и стал старейшим из тех, кто восходил и с севера, и с юга.
22 мая 2010 года юный американский альпинист Джордан Ромеро совершил восхождение с тибетской стороны. В день, когда он ступил на вершину Джомолунгмы, ему было всего 13 лет 10 месяцев и 10 дней. Он стал самым молодым из покорителей Эвереста и остаётся таковым по сей день. Это восхождение стало частью своеобразного и сомнительного «соревнования» попыток привести всё более и более малолетних детей на высочайшую вершину планеты. Вскоре после восхождения Ромеро известный непальский альпинист Пемба Дордже заявил, что готов взять с собой на Джомолунгму своего девятилетнего сына. Это вызвало волну критики и обращений к властям с просьбами ввести возрастные ограничения для тех, кто хочет покорить Джомолунгму. В настоящее время Китай не выдаёт разрешений на восхождение лицам моложе 18 или старше 60 лет. Непал не выдаёт разрешений тем, кто младше 16, но верхнего предела по возрасту не устанавливал.

### 2011 год: рекорд количества восхождений; первая арабка
Японский альпинист Такаси Одзаки (Takashi Ozaki) умер в возрасте 59 лет от высотной болезни при попытке совершить своё третье восхождение на Джомолунгму.
Знаменитому непальскому альпинисту и горному проводнику Аппе Тенцингу повезло больше. 11 мая 2011 года он совершил своё двадцать первое восхождение. Этот рекорд количества восхождений на вершину Джомолунгмы, совершённых одним человеком, до сих пор никем не побит. Среди не-шерпов такой рекорд принадлежит американскому альпинисту и горному проводнику Дейву Хахну (англ. Dave Hahn), который с 19 мая 1994 г. по 26 мая 2012 г. побывал на высочайшей вершине 14 раз.
21 мая Сюзанна аль-Хоуби/Suzanne Al Houby (араб. سوزان الهوبي‎) стала первой палестинской и первой арабской женщиной, ступившей на вершину Джомолунгмы.

### 2012 год: старейшая восходительница
19 мая японская альпинистка Тамаэ Ватанабэ побила свой собственный рекорд и стала старейшей из женщин, покоривших Джомолунгму. В тот день ей было 73 года и 180 дней. Восхождение было по северному маршруту.

### 2013 год: старейший восходитель; повтор рекорда количества восхождений
1 апреля 2013 года шестнадцатилетний американец Эли Реймер (англ. Eli Reimer) стал первым подростком с синдромом Дауна, побывавшим в Базовом лагере Джомолунгмы. Эта экспедиция была организована с целью привлечения средств «Фондом Элиши» (англ. Elisha Foundation) — некоммерческой организацией, занимающейся оказанием помощи людям с ограниченными возможностями
22 мая японский альпинист Юитиро Миура (род. 12 октября 1932 г.) попал в Книгу рекордов Гиннесса как самый старший из людей, когда-либо побывавших на вершине Джомолунгмы. В день восхождения ему было 80 лет.
Непальский шерп Пхурба Таши (Phurba Tashi Sherpa) повторил рекорд своего соотечественника Аппы Тенцинга, также взойдя 21 раз на вершину Джомолунгмы.

### 2014 год: самая юная восходительница и смертоносная лавина
18 апреля 2014 года в результате схода снежной лавины на ледопаде Кхумбу погибло шестнадцать человек (все — непальские шерпы) и девять получили ранения. В результате многие восхождения с непальской стороны были отменены. По числу погибших на Джомолунгме 2014 год превзошёл 1996-й; однако в следующем году и этот печальный рекорд был побит.
Тем не менее, 25 мая индийская девушка Малаватх Пурна стала самой юной покорительницей высочайшей горы: в день восхождения ей было 13 лет и 11 месяцев.

### 2015 год: землетрясения и лавины
Катастрофические землетрясения в Непале, произошедшие 25 апреля и 12 мая, вызвали сходы мощных снежных лавин со склонов Джомолунгмы. От лавин погибли не менее 19 человек в южном Базовом лагере и были разрушены оборудованные маршруты восхождения. Этот год стал самым смертоносным в истории восхождений на Джомолунгму, а кроме того, в весенний сезон восхождений ни один человек так и не дошёл до вершины — впервые за 41 год.

## Заметки
1. ↑  Первовосходители Эдмунд Хиллари и Тенцинг Норгей были участниками британской экспедиции, но они не были британцами в строгом смысле слова, поскольку первый был новозеландцем, а второй — шерпом, родившимся в Непале либо в Тибете, и жившим в Индии. Хиллари, как и многие другие новозеландцы в начале 1950-х годов, говорил, что он «чувствует себя в первую очередь британцем, а во вторую — новозеландцем», но в своих заметках об экспедиции называл себя то так, то так.